# سنگ‌نوشته
سنگ‌نوشته یا سنگ‌نبشته (به عربی: کتیبه) به تخته‌سنگ، کاشی‌کاری یا سطح دیگری گفته می‌شود که معمولاً واقعه‌ای تاریخی بر روی آن کنده‌کاری یا نوشته شده باشد. معمولاً سنگ‌نوشته به نوشته‌ای گفته می‌شود که بر روی سنگ، در حاشیهٔ سردرِ ساختمان‌ها؛ یا گوشه‌های پارچه‌های خاص نظیر پرده، سفره، و بیرق؛ یا بر صفحه‌های کتاب نگارش می‌یابد.

## پیشینه تاریخی
سنگ‌نوشته‌های یافت شده در مصر و میانرودان و مواردی مانند آن به هزاره چهارم پیش از میلاد برمی‌گردد. این سنگ‌نوشته‌ها بیشتر فرمان شاهان و فرمانروایان و توصیف وقایع و تاریخ جنگ‌ها بوده‌اند.

## سنگ‌نوشته‌های مهم ایران باستان
در ایران باستان سنگ نوشته بیشتر بر کوهپایه‌ای مشرف بر چشمه سار حک می‌گردیده‌است. سنگ نوشته گاه به دستور شاه کشور، سردار یا والی منطقه نگاشته‌می‌شد.
از سنگ‌نوشته‌های مهم دوران باستان در ایران و نواحی اطراف آن یکی سنگ‌نوشته آشور بانیپال در ذکر فتح شهر شوش و وقایع پس از آن، و دیگر سنگ‌نوشته‌های دوگانه داریوش هخامنشی در بیستون به زبان‌های پارسی قدیم و عیلامی بابلی است، که یکی به سنگ‌نوشته بزرگ و دیگری به سنگ‌نوشته کوچک موسوم است.
از شاهان هخامنشی سنگ‌نوشته‌های متعددی در تخت‌جمشید، شوش، نقش رستم، و همدان برجای مانده‌است. سنگ‌نوشته داریوش اول در شوش را فرانسویان کشف کردند. این کتیبه مفصل‌تر از کتیبه بیستون و نقش رستم (از سنگ‌نوشته‌های دیگر این شاه و شاهان دیگر هخامنشی) است. در نقش رستم، محلی در ۴ کیلومتری تخت‌جمشید، چهار مقبره از شاهان هخامنشی به‌صورت مغاکهایی بر سینه کوهی از سنگ یکپارچه برجای مانده‌است. در این مکان کتبیه‌هایی دربارهٔ جنگ‌ها و فتوحات داریوش و خشایارشا وجود دارد. در همدان نیز کتیبه‌ای از داریوش در کوه الوند به زبان پارسی، عیلامی، و آشوری نگارش یافته‌است. محتوای آن وصف اهورامزدا و کمک‌های او و ذکر وقایع سلطنت داریوش است. کتیبه‌ای از خشایارشا نیز در همان مکان با وصف اهورامزدا و ذکر سلطنت او وجود دارد. کتیبه دیگر از اردشیر دوم برپایه ستونی به سه زبان مذکور است که هم‌اکنون در موزه بریتانیا قرار دارد. مضمون این کتیبه وصف اجداد اردشیر دوم و تالاری است که او بنا نهاده‌است.
برخی از سنگ‌نوشته‌های مشهور پیش از اسلام عبارتند از:
- سنگ‌نوشته بیستون
- گنجنامه همدان
- سنگ‌نوشته‌های هخامنشی
- سنگ‌نوشته غار شاپور
- سنگ‌نگاره‌های غرغاب گلپایگان
- سنگ‌نوشته داریوش بزرگ در کاخ آپادانای شوش
- سنگ‌نوشته سه زبانه خشایارشا در ترکیه

## کتیبه و کتیبه‌نگاری در اسلام

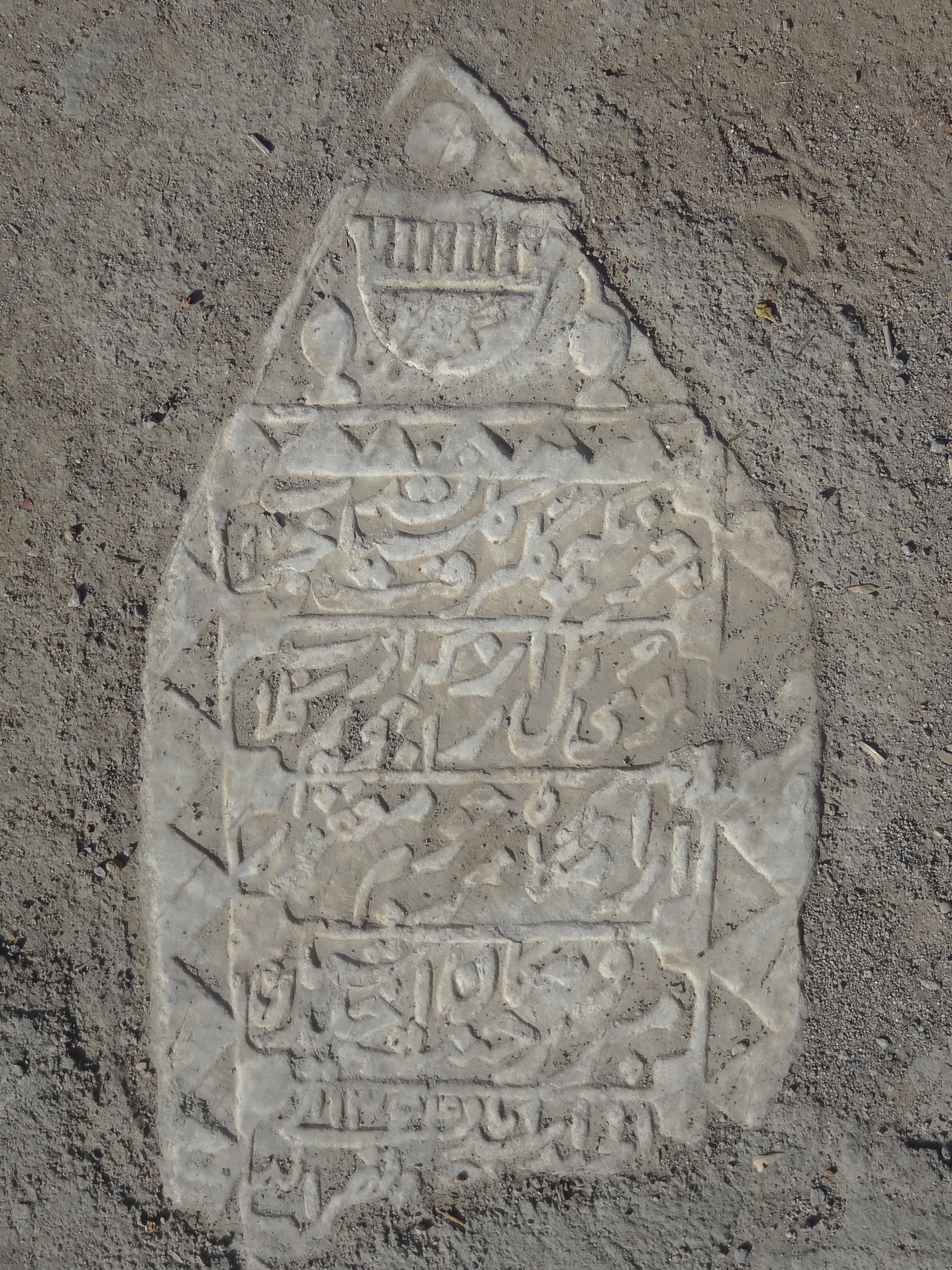
کتیبه نگاری بر روی یک قبر قدیمی، (شکل شانه بالای گور، نشانه ای از زن بودن صاحب آن است).

در جهان اسلام کتیبه‌نگاری در بناهای یادبود، مقبره‌ها، مساجد، مدارس علمیه، بقعه‌ها، عمارات باشکوه، ستون‌ها، و جاهای مناسب دیگر به‌کار می‌رفته‌است و به این ترتیب در این مکان‌ها آثار ارزشمندی از هنر خوشنویسی و کتیبه‌نگاری به اشکال عمودی یا افقی خلق شده و به یادگار مانده‌است. تجزیه و تحلیل این آثار از منظرهای گوناگونِ هنری و موضوعی می‌تواند دریچه‌هایی فراسوی تاریخ، تمدن، و فرهنگ اسلامی بر دیدگان پژوهندگان معاصر بگشاید.
انواع مختلف خطوط شامل کوفی، نسخ، ثلث، طغرا، ریحان، محقق، نستعلیق، و جز آن در کتیبه‌نگاری‌های اسلامی از صدر اسلام تاکنون مورد استفاده قرار گرفته‌اند. از میان خطوط یاد شده، خط ثلث به سبب دور و تموج آن و نیز به جهت حرکات نرم قلم، درشتی و برجستگی حروف، و قابلیت تزیین و ایجاد نقش و نگار در کتیبه‌نویسی بیشتر مورد استفاده قرار گرفته‌است. مضمون کتیبه‌ها در بناهای ایران شامل آیات قرآن، احادیث، شعر، ماده تاریخ، تاریخ بناها یا نام بنیان‌گذارانشان، و مواردی جز آن است.
برخی آثار به‌جای مانده کتیبه‌ها عبارتند از: مناره جَره قورغان در ازبکستان؛ مقبره خواجه احمد یسوی در ترکستان (هر دو به خط کوفی ساده)؛ مناره مسجد محمد (سنیق قلعه) در باکو، مقبره یوسف ابن قصیر در نخجوان، سردر مدرسه الغ بیک در بخارا (به خط کوفی معقلی)؛ سردر مقبره بیان قلی‌خان در بخارا، مقبره حکیم ترمذی در ترمذ، سردر مقبره شیرین‌بیگ‌آغا در سمرقند، مجموعه قصر شروانشاهان در باکو و مناره مسجد جامع باکو (به خط ثلث). تاریخ پیدایش همه موارد بین قرن دوازدهم تا پانزدهم میلادی است
کتیبه‌نگاری خطوط گوناگون از جمله کوفی و ثلث و نستعلیق در بناها و مساجد ایران از زمان تیموریان و صفویان در اصفهان و خراسان و نقاط دیگر رونق داشته‌است. امروزه هم طراحی این خطوط بین کاشیکاران و خطاطان متداول است.
از مشهورترین کتیبه‌نگاران ایرانی و سایر کشورهای اسلامی در سده‌های گذشته می‌توان از ارغون بن عبدالله کاملی (قرن ۸ق) نام برد. از آثار او کتیبه دو مدرسه در بغداد است که به‌قلم ریحان نوشته شده‌اند. دیگر مبارکشاه بن قطب تبریزی (قرن ۷ق) است. احمد بن سهروردی (قرن ۸ق) نیز کتیبه‌هایی به‌قلم ثلث در بغداد نگاشته‌است (:۳ ۳۱۸). عبدالله صیرفی (قرن ۸ق) کتیبه عمارت استاد و شاگرد را در تبریز تحریر کرده‌است. بایسنقر میرزا (۷۹۹–۸۳۷ق)، نیز کتیبه پیش‌طاق مسجد گوهرشاد در مشهد را به‌قلم ثلث نگاشته‌است. دیگر کمال‌الدین حسین حافظ هروی (قرن ۱۰ق) است که کتیبه سه دانگ ثلث در مسجد جامع اصفهان کار اوست. علی‌رضا عباسی تبریزی (متوفی ۱۰۳۸ق)، کتیبه‌های سردر عالی‌قاپوی قزوین، سردر ورودی مسجد شاه اصفهان، دو کتیبه در ایوان‌های عباسی ضلع غربی و شرقی صحن کهنه آستانه رضوی، کتیبه گلوی گنبد خواجه ربیع، و آثاری دیگر را با قلم‌های ثلث و نستعلیق ممتاز نگاشته‌است.
از کتیبه‌نویسان معاصر ایرانی و سایر کشورهای اسلامی می‌توان از عبدالحمید ملک‌الکلامی معروف به امیرالکّتاب نام برد. از آثار وی یکی کتیبه آرامگاه حافظ شیرازی و دیگری کتیبه حجاری شده موزه ایران باستان به خط ثلث است.
احمد زنجانی معصومی کتیبه آرامگاه ابوعلی سینا در همدان، کتیبه مسجد آینه قم، خطوط ضریح مطهر امام رضا، ضریح حضرت ابوالفضل و درهای حرم امام حسین و حرم کاظمین در عراق، کتیبه‌های در و رواق گلوی گنبد حضرت زینب و بسیاری کتیبه‌های بناها و مساجد در شهرهای مختلف ایران برجای مانده‌است. عمادالکتاب سیفی از استادان به‌نام قلم ثلث، شکسته، و نستعلیق بود. وی آثاری ارزشمند از خود به‌یادگار گذاشته‌است که از آن جمله‌اند: کتیبه سردر جدید مدرسه سپهسالار و لوحه‌ای بر آرامگاه فردوسی در طوس. از کتیبه‌نویسان غیرایرانی می‌توان به سیدابراهیم اهل مصر، محمد صبری هلالی اهل عراق، هاشم محمد بغدادی خطاط اهل عراق، و حامد الآمدی اهل ترکیه را نام برد.
در بناهای مهم، پل‌ها، سدها، و غیره، کتیبه‌ها و سنگ‌های یادبود حک و به هنگام افتتاح، از آنها پرده‌برداری می‌شود. بدین‌ترتیب سنت کهن کتیبه‌نگاری با رویکردی تازه به قوت خود باقی است.

## سنگ‌نوشته در کتاب‌آرایی
در هنر کتاب‌آرایی، کتیبه شکل مستطیل‌گونه‌ای است که گاهی در دو سوی آن نیم‌دایره‌ها و ربع دوایر کوچک کشیده باشند. مذهّبان کتیبه را بر سر سوره‌های قرآن و سرفصل‌های کتاب‌ها، و جلدسازان در چهار طرف حواشی جلد نزدیک به لبه‌ها رسم کرده و می‌کنند. این‌گونه کتیبه‌ها گاهی مستطیلی مذهب و مرصع است و گاهی مستطیلی که دو سوی آن یا اطراف همه اضلاع آن به‌صورت مدور و نیم‌دایره طراحی شده‌اند. نوع اخیر را «کتیبه قلمدانی» می‌گویند. کتیبه‌های بسیار ظریف و باریک مذهب مرصع آغاز سرفصل‌ها را «کتیبه بازوبندی» می‌نامند.
در نسخه‌آرایی عموماً کتیبه را در قسمت پایین «سرلوح» ترسیم می‌کنند، به‌صورتی که قسمت‌های پایین سرلوح با بخش فوقانی کتیبه به‌یکدیگر متصل می‌شود. شکل مرکب از کتیبه و سرلوح را اصطلاحاً «سرلوح کتیبه‌دار» می‌نامند. در متن این‌گونه کتیبه‌ها با انواع خطوط متداول به‌صورت عناوین و سرفصل‌ها می‌نویسند و در تحریر آنها از رنگ‌های طلایی، شنگرف، سفیدآب، و غیره استفاده می‌کنند. هر کدام از این کتیبه‌ها با تلفیق هنرهای دیگر از جمله تذهیب، تشعیر، ترصیع، سرلوح، خوشنویسی، و جز آن تزیین می‌شود.